# コーダ・アッラ・ヴァッチナーラ

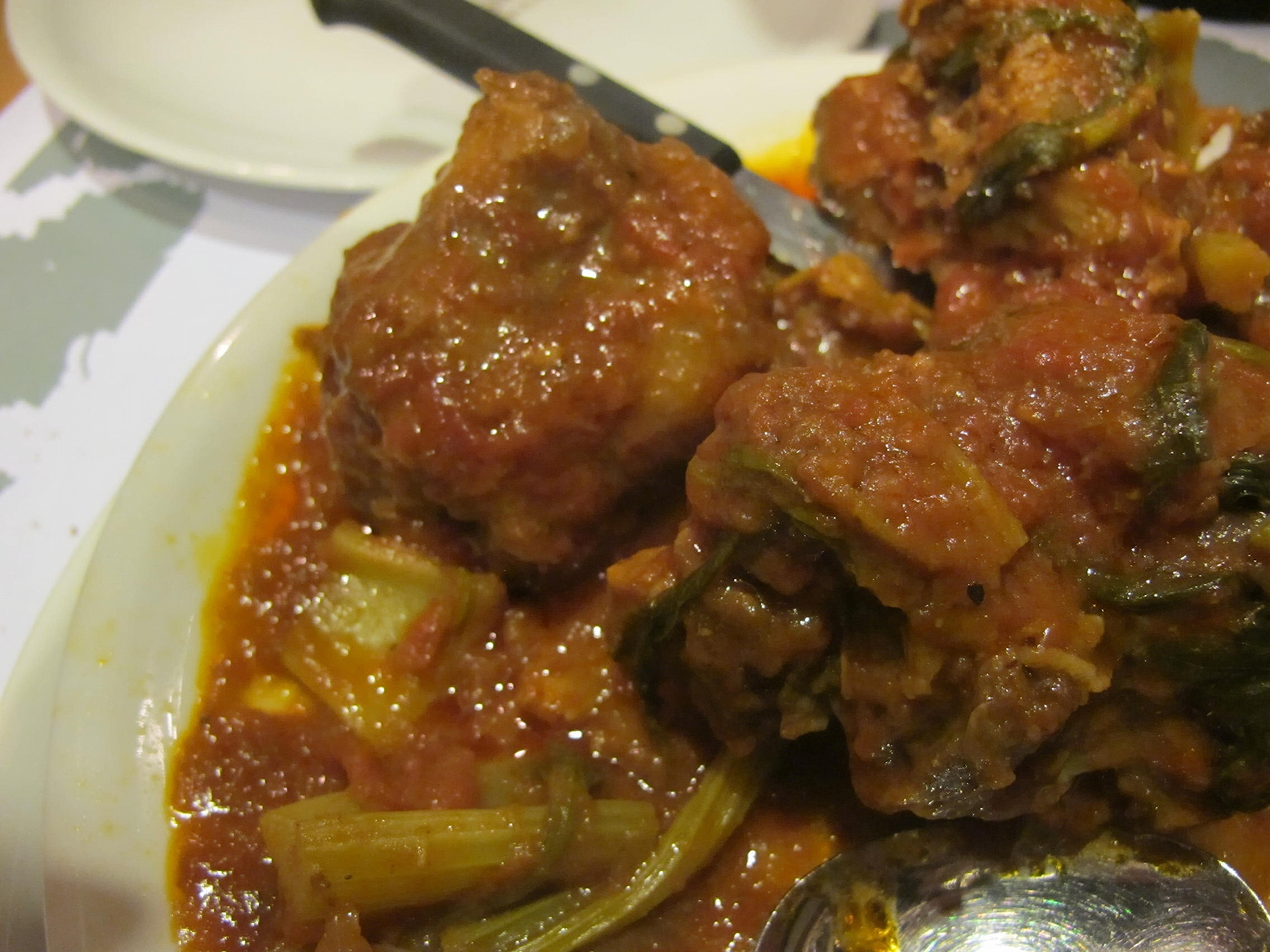
コーダ・アッラ・ヴァッチナーラの例

コーダ・アッラ・ヴァッチナーラ（イタリア語: coda alla vaccinara）は、イタリア・ラツィオ州ローマの伝統料理。牛テールの煮込みである。ローマ料理の代表の1つに挙げられる。
「アッラ・ヴァッチナーラ」は、「皮はぎ職人風」の意である。骨付きの牛テールをぶつ切りにし、香味野菜、トマトソース、ワイン、香辛料で長時間煮込んだ料理であり、ローマの下町のトラットリアなどでは定番メニューとなっている。
セコンド・ピアット、主菜として食されることが多いが、太めのパスタを合わせてプリモ・ピアット、前菜として提供する店もある。
一般的なもつ料理と同様に、コーダ・アッラ・ヴァッチナーラも、もともと貧しい庶民の料理であった。ローマのテスタッチョ地区には、かつては貴族階級用にステーキ肉などを提供する食肉処理場があった。その食肉処理場で働く人たちは給料の一部として精肉して残った内臓や牛テールを受け取っていた。コーダ・アッラ・ヴァッチナーラもそうした牛もつを利用した料理の1つであり、「極めつけの貧乏人料理」と評されている。